# Shawn Weatherly
Shawn Nichols Weatherly (Sumter, 24 luglio 1959) è una modella statunitense.

## Biografia
Ha vinto nel 1980 i concorsi di bellezza Miss South Carolina USA, Miss USA e Miss Universo.
Si è laureata alla Clemson University nel 1982.
Ha fatto varie comparse nel mondo della televisione e in alcuni show, ma la si ricorda per l'interpretazione di Jill Riley in Baywatch.
Nel 1986 nel film Scuola di polizia 3: tutto da rifare interpreta la parte della cadetta Adams.

## Filmografia

### Cinema
- La corsa più pazza d'America n. 2 (Cannonball Run II), regia di Hal Needham e Ralph Bakshi (1984)
- Scuola di polizia 3 - Tutto da rifare (Police Academy 3: Back in Training), regia di Jerry Paris (1986)
- L'assassino chiama due volte (Party Line), regia di William Webb (1988)
- Mind Games, regia di Bob Yari (1989)
- Zona d'ombra (Shadowzone), regia di J.S. Cardone (1990)
- Thieves of Fortune, regia di Michael MacCarthy (1990)
- Amityville 1992: It's About Time, regia di Tony Randel (1992) Uscito in home video
- Dancer, Texas (Dancer, Texas Pop. 81), regia di Tim McCanlies (1998)
- Detached, regia di Rebecca Carpenter - cortometraggio (1998)
- Cinque assi (Five Aces), regia di David Michael O'Neill (1999)
- Rustin, regia di Rick Johnson (2001)
- 108 Stitches, regia di Bob Haas (2001)
- Love in the Time of Monsters, regia di Matt Jackson (2014)

### Televisione
- Hazzard (The Dukes of Hazzard) – serie TV, 1 episodio (1983)
- A-Team (The A-Team) – serie TV, 1 episodio (1983)
- Happy Days – serie TV, 1 episodio (1983)
- T.J. Hooker – serie TV, 4 episodi (1983)
- Lottery! – serie TV, 1 episodio (1983)
- Shaping Up – serie TV, 5 episodi (1984)
- Hunter – serie TV, 1 episodio (1985)
- Storie incredibili (Amazing Stories) – serie TV, 1 episodio (1985)
- Still the Beaver – serie TV, 1 episodio (1987)
- Matlock – serie TV, 1 episodio (1987)
- Summer Breeze – serie TV, 1 episodio (1987)
- The New Adventures of Beans Baxter – serie TV, 2 episodi (1987)
- Jack, investigatore privato (Private Eye) – serie TV, 1 episodio (1988)
- J.J. Starbuck – serie TV, 13 episodi (1987-1988)
- Beverly Hills Buntz – serie TV, 1 episodio (1988)
- Baywatch - Panico a Malibù (Baywatch: Panic at Malibu Pier), regia di Richard Compton – film TV (1989)
- Baywatch – serie TV, 18 episodi (1989-1990)
- In famiglia e con gli amici (Thirtysomething) – serie TV, 1 episodio (1981)
- Jack's Place – serie TV, 1 episodio (1992)
- La signora in giallo (Murder, She Wrote) – serie TV, episodio 12x08 (1995)
- Disneyland (The Wonderful World of Disney) – serie TV, 1 episodio (1998)
- Chicago Hope – serie TV, 1 episodio (1999)
- V.I.P. Vallery Irons Protection – serie TV, 1 episodio (2000)
- Cold Case - Delitti irrisolti (Cold Case) – serie TV, 1 episodio (2010)